# Винищувач (фільм, 1999)
Винищувач (англ. Stealth Fighter) — американський бойовик 1999 року.

## Сюжет
Військовий льотчик Оуен Тернер імітує власну смерть, після чого, його наймає латиноамериканський торговець зброєю. Тернер краде винищувач «Стелс» з бази ВПС США на Філіппінах і використовує його для знищення військових об'єктів по всьому світу. Намагаючись запобігти глобальній кризі, уряд доручає пілотові Райану Мітчеллу знищити маніяка.

## У ролях
| Актор               | Роль                      |
| ------------------- | ------------------------- |
| Айс-Ті              | Оуен Тернер               |
| Костас Менділор     | Райан Мітчелл             |
| Еріка Еленьяк       | Ерін Мітчелл              |
| Сара Демпф          | Дж.П. Мітчелл             |
| Вільям Седлер       | адмірал Френк Петерсон    |
| Ерні Гадсон         | президент Вествуд         |
| Ендрю Дівофф        | Роберто Менендес          |
| Вільям Дж. Шилінг   | Гаррі Гольдберг           |
| Джон Енос III       | Ларрі Ремсі               |
| Алекс Менесес       | дівчина Роберто           |
| Томмі Лістер        | Берг                      |
| Стів Дж. Геннессі   | Бретт Келлі               |
| Майкл Грегорі       | генерал Елліотт Вассерман |
| Марк Адейр-Ріос     | Мануель Вега              |
| Пол Террелл Клейтон | лейтенант Філліпс         |
| Стів Естін          | капітан Томсон            |
| Джордж Гердес       | Александер Чез / Кленсі   |
| Тревор Гордон       | Нейвел / Пол Мейсон       |
| Клей Грінбуш        | Майк Гадсон               |
| Джон Уертас         | лейтенант Бредлі Еліас    |
| Пітер Спеллос       | Андрес Солімосі           |